# Jacques Kébadian
Jacques Kébadian est un réalisateur français, né le 20 avril 1940 à Paris.

## Biographie

### Enfance et formation
Il naît le 20 avril 1940 à Paris.

### Carrière
En 1968, Kébadian réalise le court-métrage Soulèvement.
Il est assistant de Robert Bresson de 1965 à 1969.
Entre 1967 et 1969, il est membre de l’Atelier de Recherche Cinématographique.
En 2025, il réalise un documentaire sur le génocide arménien,.

### Famille
Jacques Kébadian est le père de l'artiste et réalisateur Itvan Kébadian.

## Filmographie sélective

### Assistant réalisateur
- 1966 : Au hasard Balthazar de Robert Bresson
- 1967 : Mouchette de Robert Bresson
- 1969 : Une femme douce de Robert Bresson
- 1976 : Mon cœur est rouge de Michèle Rosier
- 1978 : Bastien, Bastienne de Michel Andrieux

### Avec le collectif ARC
- 1968 : Le Droit à la parole
- 1968 : Joli mois de mai
- 1968 : Comité d'action 13

### Réalisateur
- 1967 : Trotsky
- 1972 : Albertine ou Les souvenirs parfumés de Marie-Rose
- 1972 : Portrait de Michel Chion
- 1974 : Germaine Tillion
- 1975 : Douze jours en Arménie
- 1979 : Buvards
- 1981 : Arménie 1900
- 1982 : Sans retour possible co-réalisé avec Serge Avedikian
- 1983 : Que sont mes camarades devenus co-réalisé avec Serge Avedikian
- 1983 : Paradjanov, souvenir co-réalisé avec Serge Avedikian
- 1985 : Les Cinq Sœurs
- 1987 : Blanche et Claire
- 1989 : Apsaras
- 1993 : Mémoires arméniennes
- 1998 : D'une brousse à l'autre
- 2000 : Germaine Tillion et Geneviève de Gaulle Anthonioz co-réalisé avec Isabelle Anthonioz Gaggini
- 2002 : 20 ans après
- 2005 : La Fragile Armada co-réalisé avec Joani Hocquenghem
- 2005 : La Bataille des Paravents
- 2006 : André Acquart, scénographe
- 2006 : Pierre Guyotat, musiques
- 2009 : Pierre Guyotat, arrière-fond
- 2014 : Construire ensemble la rue Auguste-Delacroix co-réalisé avec Sophie Ricard
- 2014 : Dis-moi pourquoi tu danses ?
- 2019 : Les Révoltés co-réalisé avec Michel Andrieu